# Trioza foersteri
Trioza foersteri är en insektsart som beskrevs av Meyer-dnr 1871. Trioza foersteri ingår i släktet Trioza och familjen spetsbladloppor. Inga underarter finns listade i Catalogue of Life.